# Season of Mist
Season of Mist — независимый лейбл звукозаписи и дистрибьютор с дочерними подразделениями во Франции и США. Основан в 1996 году Майклом С. Берберианом в Марселе. Изначально специализируясь на издании записей в жанре блэк-метал, пейган-метал и дэт-метал, лейбл начал издавать и альбомы групп, играющих авангардный метал, готик-метал и панк. Season of Mist часто упоминается как один из самых заметных лейблов на экстремальной металлической сцене. Офисы лейбла расположены в Марселе и Филадельфии.

## Музыка
С момента своего основания «Season of Mist» ориентировался на выпуск наиболее экстремальных метал-записей стилистически различающихся групп, как например, Oxiplegatz, Bethzaida и Kampfar. С подписанием контракта с легендарной норвежской группой Mayhem в 1999 году профиль лейбла значительно сместился в сторону блэк-метала, что повлекло привлечение международно известных исполнителей, как например, Carpathian Forest, Rotting Christ, Arcturus и Solefald. Впоследствии «Season of Mist» занялся ещё и прогрессивным и авангардным жанрами метала.
Оставаясь тесно связанными со своими блэк-метал-корнями, с созданием подразделения «Season of Mist Underground Activists» в 2007 году, лейбл расширил своё музыкальное поле деятельности и дополнил свой список групп, играющих блэк, дэт, дум и трэш-метал, группами, играющими прогрессивный дэт-метал (Cynic, Atheist, Gnostic, Gonin-ish), индастриал-метал (The CNK, Punish Yourself), хард-рок (Эйс Фрэйли), готик-рок (Christian Death), маткор (The Dillinger Escape Plan, Psykup), гаражный рок (1969 Was Fine), грув-метал (Dagoba, Eths, Trepalium, Black Comedy) и металкор (Eyeless, The Arrs).

## История
Лейбл «Season of Mist» был основан в 1996 году, когда его основатель Майкл С. Бербериан заканчивал своё обучение в «International Economics Sciences». Окончание учёбы означало, что лейбл становится основной работой Майкла, причем ныне «Season of Mist» содержит штат уже в 20 человек персонала. В 2002 году «Season of Mist» также начал выступать в роли дистрибьютора на территории Франции, что подразумевает издание исполнителей из списков других метал-лейблов, как например, Metal Blade Records, Spinefarm Records или Napalm Records.
Название «Season of Mist» было взято из комедии «Сон в летнюю ночь» Уильяма Шекспира и комикса «Сезон туманов» (ориг. «Season of Mists») про Песочного человека. Можно также прочитать эту фразу в первой строке оды «Осени» Джона Китса.

## Список исполнителей
| - …and Oceans — финская группа, исполняющая симфонический блэк-метал - 1969 Was Fine — французская группа, исполняющая гаражный рок - Abbath — норвежская блэк-группа - Abaddon Incarnate — ирландская группа, исполняющая брутальный дэт-метал - Aborym — итальянская группа, исполняющая блэк-метал / индастриал - Эйс Фрэйли — американская группа, исполняющая хард-рок - Aghora — американская группа, исполняющая прогрессивный метал - Agressor — французская группа, исполняющая дэт-метал - Anaal Nathrakh — британская группа, исполняющая блэк-метал - Anata — шведская группа, исполняющая техничный дэт-метал - Ancient Rites — бельгийская группа, исполняющая блэк-метал - Anorexia Nervosa — французская группа, исполняющая симфонический блэк-метал - Arcturus — норвежская группа, исполняющая авангардный метал - Arkan — французская группа, исполняющая средневосточный дэт-метал - Asrai — голландская группа, исполняющая готик-метал - Atheist — американская группа, исполняющая прогрессивный дэт-метал - Atrox — норвежская группа, исполняющая экспериментальный метал - Ava Inferi — португальская группа, исполняющая готик-метал - Bestial Mockery — шведская группа, исполняющая блэк-метал - Bethzaida — норвежская группа, исполняющая тёмный метал - Black Comedy — норвежская группа, исполняющая кибер-метал - Black Dawn — финская группа, исполняющая блэк-метал - Bloodthorn — норвежская группа, исполняющая атмосферный блэк-метал - Blöod Düster — австралийская группа, исполняющая грайндкор - Brutal Truth — американская группа, исполняющая грайндкор - Cadaveria — итальянская группа, исполняющая готик/дум блэк-метал - Cantata Sangui — финская группа, исполняющая готик-метал - Carnival in Coal — французская группа, исполняющая экспериментальный метал - Carpathian Forest — норвежская группа, исполняющая блэк-метал | - Chaostar — греческая группа, исполняющая дарквейв и дарк-эмбиент - Christian Death — американская группа, исполняющая готик-рок - Confessor — американская группа, исполняющая дум-метал - Corpus — французская группа, исполняющая индастриал-метал - Council Of The Fallen — американская группа, исполняющая прогрессивный дэт-метал - Cultus Sanguine — итальянская группа, исполняющая готик-метал - Cynic — американская группа, исполняющая прогрессивный метал - Dagoba — французская группа, исполняющая модерн дэт-метал - Darkside — австрийская группа, исполняющая дэт-метал - Dawn of Relic — финская группа, исполняющая блэк-метал - Dead Shape Figure — финская группа, исполняющая трэш-метал - Defiled — японская группа, исполняющая дэт-метал - Deströyer 666 — австралийская группа, исполняющая трэш-метал с уклоном в блэк-метал - Diabolic — американская группа, исполняющая дэт-метал - Drudkh — украинская группа, исполняющая блэк-метал - E-Force — американская группа, исполняющая трэш-метал - Esoteric — британская группа, исполняющая экстремальный дум-метал - Eths — французская группа, исполняющая модерн-метал - Eyeless — французская группа, исполняющая металкор - Fleshgrind — американская группа, исполняющая дэт-метал - Furia — французская группа, исполняющая дэт-метал - Furious Trauma — датская группа, исполняющая трэш’н’ролл - Geasa — ирландская группа, исполняющая языческий блэк-метал - Genitorturers — американская группа, исполняющая индастриал-метал - Ghost Brigade — финская группа, исполняющая дум-метал - Gnostic — американская группа, исполняющая прогрессивный дэт-метал - Gonin-Ish — японская группа группа, исполняющая прогрессивный дэт-метал - Gorelord — норвежская группа, исполняющая гор-метал - Gorgoroth — норвежская группа, исполняющая блэк-метал - Gorguts — канадская группа, исполняющая дэт-метал - Green Carnation — норвежская группа, исполняющая прогрессивный метал - Griffin — норвежская группа, исполняющая трэш-метал - HDK — голландская группа, исполняющая трэш-метал - Hegemon — французская группа, исполняющая блэк-метал - Heilung — Германия, Дания, Норвегия, исполняющая неофолк | - Imperium Dekadenz — немецкая группа, исполняющая блэк-метал - Jarboe — американская группа, исполняющая готик-метал - Jungle Rot — американская группа, исполняющая дэт-метал - Kampfar — норвежская группа, исполняющая викинг-метал - Karelia — французская группа, исполняющая индастриал/готик-метал - Kill The Thrill — французская группа, исполняющая индастриал-метал - Klone — французская группа, исполняющая модерн-метал - Leng Tch'e — бельгийская группа, исполняющая дэтграйнд - Luna Field — немецкая группа, исполняющая симфонический блэк-метал - Macabre — американская группа, исполняющая мюрдер-метал - Mayhem — норвежская группа, исполняющая блэк-метал - Meridian — швейцарская группа, исполняющая симфонический блэк-метал - Mezzerschmitt — норвежская группа, исполняющая индустриальный блэк-метал - Morbid Angel — американская группа, исполняющая дэт-метал - Morgul — норвежская группа, исполняющая блэк-метал - My Insanity — немецкая группа, исполняющая готик-метал - Naer Mataron — греческая группа, исполняющая блэк-метал - Nattefrost — норвежская группа, исполняющая блэк-метал - Necrophagia — американская группа, исполняющая дэт-метал - Nocturnus — американская группа, исполняющая техничный дэт-метал - Order of the Ebon Hand — греческая группа, исполняющая блэк-метал - Otargos — французская группа, исполняющая блэк-метал - Outlaw Order — американская группа, исполняющая сладж-метал - Oxiplegatz — шведская группа, исполняющая индастриал-метал - Pentagram — американская группа, исполняющая дум-метал - Penumbra — французская группа, исполняющая готик-метал - Pest — шведская группа, исполняющая блэк-метал - Polterchrist — американская группа, исполняющая трэш-метал с примесью блэк-метала - Psykup — французская группа, исполняющая маткор - Punish Yourself — французская группа, исполняющая индастриал-метал | - Red Harvest — норвежская группа, исполняющая индастриал-метал - Rimfrost — шведская группа, исполняющая блэк-метал - Rotting Christ — греческая группа, исполняющая готик/мелодичный блэк-метал - Salem — израильская группа, исполняющая метал с народными мотивами - Saor — шотландская группа, исполняющая атмосферик/фолк-блэк-метал - Septic Flesh — греческая группа, исполняющая дэт-метал готик-метал - Seth — французская группа, исполняющая блэк-метал - Skitliv — норвежская группа, исполняющая блэк-метал - Solefald — норвежская группа, исполняющая авангардный метал - Soul Demise — немецкая группа, исполняющая дэт-метал - Sturmgeist — норвежская группа, исполняющая экспериментальная блэк/трэш-метал - Syrinx — французская группа, исполняющая хеви-метал - Tactile Gemma — норвежская группа, исполняющая утяжелённый вокал - The Arrs — французская группа, исполняющая металкор - The Bleeding Light — болгарская группа, исполняющая мрачный индастриал-метал - The CNK — французская группа, исполняющая индастриал-метал - The Crest — норвежская группа, исполняющая готик-метал - The Dillinger Escape Plan — американская группа, исполняющая маткор - The Old Dead Tree — французская группа, исполняющая экстремальный готик-метал - The Sign of the Southern Cross — американская группа, исполняющая хеви-трэш-метал - Trepalium — французская группа, исполняющая дэт-метал с примесью грув-метала - Tsjuder — норвежская группа, исполняющая блэк-метал - Twelfth Gate — американская группа, исполняющая хеви-трэш-метал - Urgehal — норвежская группа, исполняющая блэк-метал - Viking Crown — американская группа, исполняющая блэк-метал - Virus — норвежская группа, исполняющая блэк-метал - Watain — шведская группа, исполняющая блэк-метал - Winds of Sirius — французская группа, исполняющая готик-метал - Wurdulak — норвежская группа, исполняющая блэк-метал - Yattering — польская группа, исполняющая техничный дэт-метал |

## Североамериканский список
Группы, подписавшие контракт с «Season of Mist» на эксклюзивный выпуск релизов на территории Северной Америки.
- Astarte — греческая группа, исполняющая блэк-метал
- Beherit — финская группа, исполняющая блэк-метал
- Black Funeral — американская группа, исполняющая блэк-метал
- Dying Fetus — американская группа, исполняющая дэт-метал
- Eluveitie — швейцарская группа, исполняющая фолк-метал
- Enslaved — норвежская группа, исполняющая прогрессивный блэк-метал
- Finntroll — финская группа, исполняющая фолк блэк-метал
- Forgotten Tomb[англ.] — итальянская группа, исполняющая блэк-метал
- Legion of the Damned — голландская группа, исполняющая трэш-метал
- Moonsorrow — финская группа, исполняющая фолк блэк-метал
- Reverend Bizarre — финская группа, исполняющая дум-метал
- Sadist — итальянская группа, исполняющая техничный дэт-метал
- Shape Of Despair — финская группа, исполняющая похоронный дум-метал
- Shining — шведская группа, исполняющая блэк-метал
- Sopor Aeternus — немецкая группа, исполняющая дарквейв
- The Gathering — голландская группа, исполняющая атмосферный рок
- To Separate The Flesh From The Bones — финская группа, исполняющая грайндкор
- Trinacria — норвежская группа, исполняющая дум блэк-метал
- Within Temptation — голландская группа, исполняющая готик-метал

## Дистрибуция лейблов
Дистрибуция нижеследующих звукозаписывающих компаний во Франции осуществляется лейблом «Season of Mist».

| - Accession - Ad Noiseam - Agonia Records - Agua Recordings - Alfa Matrix - Ant-Zen - Anticulture - Ark Records - Audioglobe - Aura Mystique - Avantgarde Music - Basement Apes Records - Black Flames - Black Lotus Records - Black Mark Productions - Black Rain / Noitekk - Bones Brigade Records - Candlelight / PlasticHead - Cargo Records - Code 666 - Cold Meat Industries - Cold Spring | - Cruz del Sur - Cyclic Law - Cyclone Empire - D8k Prod - Danse Macabre - Deadrock Industry / Customcore - Deaf & Dumb Music - Debemur Morti - Demolition Records - Dependent Records - Displeased Records - Divine Comedy - Drakkar Entertainment - Dream Catcher - Favored Nations - Firebox Records - GMR Music - Great Dane Records - GSR Records - Hall of Sermon - I For Us - I Hate Records | - La Chambre Froide - Lifeforce Records - M-Tronic - Magic Circle Music - Massacre Records - Masterpiece Records - Metal Blade / Silverdust - Metal Mind Productions - Metropolis Records - Morbid Records - Moribund Records - Music Avenue - Napalm Records - Norma Evangelium Diaboli - Northern Silence - Nova Media / Alice In… / Bloodline / Minuswelt / Dancing Ferret / Pandaimonium - Optical Sound - Out of Line - Painkiller Records - People Like You - Prikosnovénie | - Prophecy Productions - Psychonaut Records - Pulverised Records - Rage of Achilles - Repo Records - Scarlet Records - Sepulchral Production - Several Bleeds / Rupture Music - Sound Pollution - Spinefarm Records - Suburban Records - Supernal Music - Target Records - Tatra Productions - Tesco Organisation - The End Records - Trendkill Records - Twilight Vertrieb - Underclass - Virusworx - Von Jakhelln |